# Anna Dogonadze
Anna Dogonadze (Mtskheta, 15 febbraio 1973) è una ginnasta tedesca vincitrice della medaglia d'oro ai Giochi olimpici di Atene 2004 nel trampolino elastico. Nata in Georgia, difese i colori dell'Unione Sovietica prima e della Georgia indipendente poi. Divenne cittadina tedesca nel 1998 a seguito di un matrimonio. Vive a Bad Kreuznach.